# Homeyra

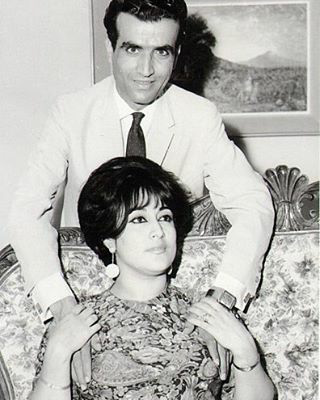
Homeyra en haar tweede echtgenoot, de componist Parviz Yahaghi

Parvaneh Amir-Afshari (Teheran, 17 maart 1945), beter bekend onder haar artiestennaam Homeyra, is een Iraanse zangeres.
Homeyra werd geboren op 17 maart 1945 in een aristocratische Iraanse familie. Op zestienjarige leeftijd trad ze in het huwelijk. Haar echtgenoot moedigde haar aan om professioneel te zingen, iets wat eerder ontmoedigd werd binnen haar familie vanwege hun status. Wanneer Homeyra twee jaar later haar eerste album uitbracht, trachtte haar vader om elk exemplaar van dit album op te kopen en te laten vernietigen. Ondanks de pogingen van haar vader werd dit album een hit die haar bekendheid in heel Iran opleverde.
In 1982 verliet ze Iran en trok ze achtereenvolgens naar Afghanistan, Pakistan en Spanje. Van Spanje trok ze naar Costa Rica om zich uiteindelijk in Los Angeles te vestigen.
In februari 2010 kondigde ze haar afscheidstournee aan.

## Discografie
- Sarnevesht
- Montazer Bash
- Eshgh-O-Erfan
- Bahar-E-Zendeghi
- Hamzabonam Bash (1976)
- Montazer Berah (1985)
- Ba Delam Mehraban Sho (1987)
- Mahtab-E-Eshgh (1992)
- Golbarg (1993)
- Bahar Bahare (1993)
- Entezar (1993)
- Darvishan (1993)
- Bahar-E-Eshgh (1994)
- Darya Kenar (1995)
- Vaghti ke Eshgh Miad (1995)
- Khab o Khiyal (1995)
- Sharm Va Shekayat (1996)
- Hedieh (1997)
- Ghanari (2004)
- Gozashteh (2008)
- 40 Golden Hits of Homeyra (2008)
- Homayra, Vol. 1' (2009)
- Homayra, Vol. 3' (2009)
- Best of Homeyra (2009)

## Filmografie
- Together and Yet Alone (1976)

- International Standard Name Identifier: 0000 0004 6659 370X
- Library of Congress Control Number: n2008219447
- MusicBrainz: ac6e5a02-a097-41a4-9f2d-6ec7ad8c4517
- Virtual International Authority File: 4417694
- WorldCat: E39PBJhXbdDYVBHdQ7KrM4gqcP